# Jones County, Georgia
Jones County är ett administrativt område i delstaten Georgia, USA. År 2010 hade countyt 28 669 invånare. Den administrativa huvudorten (county seat) är  Gray.

## Geografi
Enligt United States Census Bureau har countyt en total area på 1 024 km². 1 020 km² av den arean är land och 4 km² är vatten.

### Angränsande countyn
- Jasper County, Georgia - nord
- Putnam County, Georgia - nordost
- Baldwin County, Georgia - öst
- Twiggs County, Georgia - sydost
- Wilkinson County, Georgia - sydost
- Bibb County, Georgia - syd
- Monroe County, Georgia - väst